# 2012 AFFスズキカップ
2012 AFFスズキカップは、第9回目の東南アジアサッカー選手権である。2012年11月24日から12月22日にかけてマレーシアとタイで開催された。

## 開催国選定の経緯
2010年12月17日にフィリピンサッカー連盟が2012 AFFスズキカップの開催に興味を持っていると報じられた。しかし、他に開催に興味を示す国の報道がないまま迎えた2011年2月19日、マレーシアとタイが開催国となることが発表された。

## 予選大会

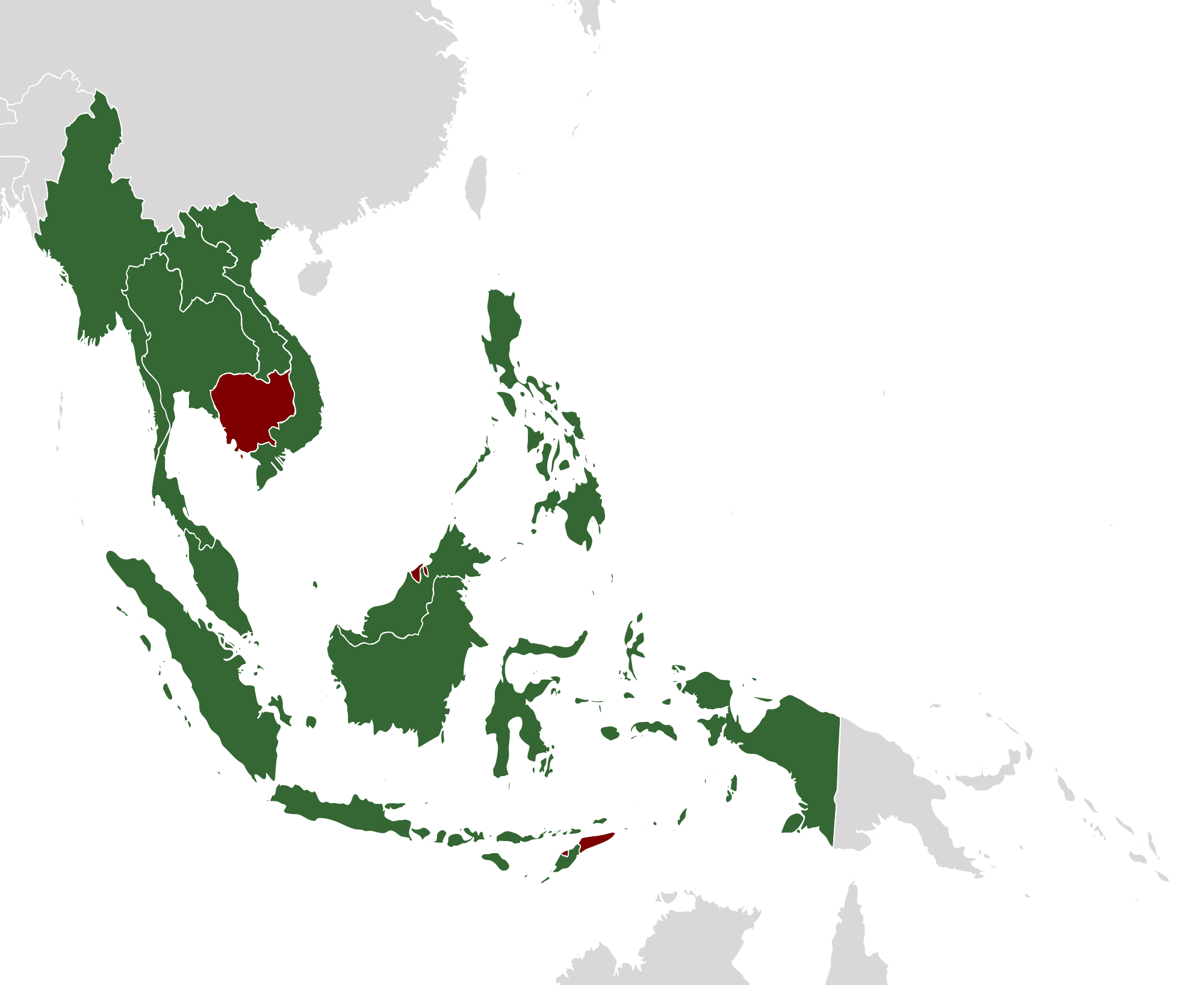
予選通過国
予選敗退国

予選は2012年10月5日から13日にかけて行われた。ASEANサッカー連盟に加盟する国・地域の内、FIFAランキングが7位以下の5チームが参加する。ラウンドロビン方式にて4試合を戦い、上位2チームが本大会出場権を獲得する。ミャンマーとラオスが本大会出場権を獲得した。

### 予選大会参加国
- カンボジア
- 東ティモール
- ミャンマー
- ブルネイ
- ラオス

### 本大会シード国
- インドネシア
- マレーシア
- フィリピン
- シンガポール
- タイ
- ベトナム

## 本大会

### 会場一覧
クアラルンプールのブキット・ジャリル国立競技場とバンコクのラジャマンガラ・スタジアムが主に使用される競技場となる。セランゴール州のシャー・アラム・スタジアムとバンコクのスパチャラサイ国立競技場はグループリーグの第3戦にのみ使用される。
| クアラルンプール             | シャー・アラム                   | バンコク                       |
| ---------------------------- | -------------------------------- | ------------------------------ |
| ブキット・ジャリル国立競技場 | シャー・アラム・スタジアム       | ラジャマンガラ・スタジアム     |
| 収容人数: 100,000人          | 収容人数: 80,000人               | 収容人数: 49,722人             |
|                              |                                  |                                |
| バンコク                     | マニラ                           | ジャラン・ベサール             |
| スパチャラサイ国立競技場     | リサール・メモリアル・スタジアム | ジャラン・ベサール・スタジアム |
| 収容人数: 19,793人           | 収容人数: 12,873人               | 収容人数: 8,000人              |
|                              |                                  |                                |

### 組み合わせ抽選
組み合わせ抽選会は2012年7月11日にバンコクのゴールデンチューリップホテルにて行われた。本大会参加の8カ国はFIFAランキングをもとに4つのポットに分けられ、抽選が行われた。
| ポット1                             | ポット2                 | ポット3                   | ポット4                                 |
| ----------------------------------- | ----------------------- | ------------------------- | --------------------------------------- |
| マレーシア (開催国) · タイ (開催国) | ベトナム · インドネシア | シンガポール · フィリピン | 予選1位 - ミャンマー · 予選2位 - ラオス |

## 結果

### グループリーグ

#### グループ A
- 会場：タイ
- 開催日時は現地時間（UTC+7）による。

| 順 位 | チーム     | 勝 点 | 試 合 | 勝 利 | 引 分 | 敗 戦 | 得 点 | 失 点 | 点 差 |
| ----- | ---------- | ----- | ----- | ----- | ----- | ----- | ----- | ----- | ----- |
| 1     | タイ       | 9     | 3     | 3     | 0     | 0     | 9     | 2     | +7    |
| 2     | フィリピン | 6     | 3     | 2     | 0     | 1     | 4     | 2     | +2    |
| 3     | ベトナム   | 1     | 3     | 0     | 1     | 2     | 2     | 5     | -3    |
| 4     | ミャンマー | 1     | 3     | 0     | 1     | 2     | 1     | 7     | -6    |

| 2012年11月24日 17:30 |

| ベトナム            | 1 - 1    | ミャンマー           |
| レ・タン・タイ 34分 | レポート | チー・リン 53分 (PK) |

| ラジャマンガラ・スタジアム（バンコク） 主審: アンドレ・エル・ハッダード |

| 2012年11月24日 20:20 |

| タイ                                  | 2 - 1    | フィリピン      |
| ジャッカパン 39分 · チャヤパット 41分 | レポート | ムルダース 77分 |

| ラジャマンガラ・スタジアム（バンコク） 主審: 佐藤隆治 |

| 2012年11月27日 17:30 |

| ベトナム | 0 - 1    | フィリピン      |
|          | レポート | カリグドン 86分 |

| ラジャマンガラ・スタジアム（バンコク） 主審: 馬寧 |

| 2012年11月27日 20:20 |

| ミャンマー | 0 - 4    | タイ                                        |
|            | レポート | デーンダー 20分, 82分, 89分 · アピポー 59分 |

| ラジャマンガラ・スタジアム（バンコク） 主審: ヤクーブ・アブドゥル・バキ |

| 2012年11月30日 20:20 |

| フィリピン                                | 2 - 0    | ミャンマー |
| P.ヤングハズバンド 47分 · ギラード 90+4分 | レポート |            |

| スパチャラサイ国立競技場（バンコク） 主審: ヤクーブ・アブドゥル・バキ |

| 2012年11月30日 20:20 |

| タイ                                             | 3 - 1    | ベトナム                  |
| キラティ 21分, 65分 · グエン・ギア・ツ 82分 (OG) | レポート | グエン・ヴァン・クェ 72分 |

| ラジャマンガラ・スタジアム（バンコク） 主審: 佐藤隆治 |

#### グループ B
- 会場：マレーシア
- 開催日時は現地時間（UTC+8）による。

| 順 位 | チーム       | 勝 点 | 試 合 | 勝 利 | 引 分 | 敗 戦 | 得 点 | 失 点 | 点 差 |
| ----- | ------------ | ----- | ----- | ----- | ----- | ----- | ----- | ----- | ----- |
| 1     | シンガポール | 6     | 3     | 2     | 0     | 1     | 7     | 4     | +3    |
| 2     | マレーシア   | 6     | 3     | 2     | 0     | 1     | 6     | 4     | +2    |
| 3     | インドネシア | 4     | 3     | 1     | 1     | 1     | 3     | 4     | -1    |
| 4     | ラオス       | 1     | 3     | 0     | 1     | 2     | 6     | 10    | -4    |

| 2012年11月25日 18:00 |

| インドネシア                        | 2 - 2    | ラオス                                 |
| ラファエル 42分 · ヴェンドリー 89分 | レポート | サヤヴティ 30分 (PK) · リスシデス 80分 |

| ブキット・ジャリル国立競技場（クアラルンプール） 主審: 呉佳林 |

| 2012年11月25日 20:45 |

| マレーシア | 0 - 3    | シンガポール                            |
|            | レポート | シャーリル 32分, 37分 · ドゥリッチ 74分 |

| ブキット・ジャリル国立競技場（クアラルンプール） 主審: ヴァレンティン・コヴァレンコ |

| 2012年11月28日 18:00 |

| インドネシア    | 1 - 0    | シンガポール |
| アンディク 87分 | レポート |              |

| ブキット・ジャリル国立競技場（クアラルンプール） 主審: アリ・アブドゥルナビ |

| 2012年11月28日 20:45 |

| ラオス          | 1 - 4    | マレーシア                                                    |
| シハヴォン 38分 | レポート | サフィク 15分 · サフィー 66分 · ワンザック 75分 · キリル 79分 |

| ブキット・ジャリル国立競技場（クアラルンプール） 主審: 樊奇 |

| 2012年12月1日 20:45 |

| シンガポール                                        | 4 - 3    | ラオス                                       |
| シャーリル 45+1分, 52分 · アムリ 63分 · ナワズ 65分 | レポート | サヤヴティ 21分, 82分 (PK) · リスシデス 40分 |

| シャー・アラム・スタジアム（シャー・アラム） 主審: 呉佳林 |

| 2012年12月1日 20:45 |

| マレーシア                      | 2 - 0    | インドネシア |
| アザムディン 26分 · マハリ 29分 | レポート |              |

| ブキット・ジャリル国立競技場（クアラルンプール） 主審: ヴァレンティン・コヴァレンコ |

### 決勝トーナメント
|  | 準決勝 | 準決勝       | 準決勝 | 準決勝 | 準決勝 |   |    | 決勝         | 決勝 | 決勝 | 決勝 | 決勝 |
|  |        |              |        |        |        |   |    |              |      |      |      |      |
|  | A2     | フィリピン   | 0      | 0      | 0      |   |    |              |      |      |      |      |
|  | B1     | シンガポール | 0      | 1      | 1      |   |    |              |      |      |      |      |
|  |        |              |        |        |        |   | B1 | シンガポール | 3    | 0    | 3    |      |
|  |        | A1           | タイ   | 1      | 1      | 2 |    |              |      |      |      |      |
|  | B2     | マレーシア   | 1      | 0      | 1      |   |    |              |      |      |      |      |
|  | A1     | タイ         | 1      | 2      | 3      |   |    |              |      |      |      |      |

#### 準決勝
第1戦
| 2012年12月8日 20:00 UTC+8 |

| フィリピン | 0 - 0    | シンガポール |
|            | レポート |              |

| リサール・メモリアル・スタジアム（マニラ） 主審: アブドゥッラー・アル・ヒラリ |

| 2012年12月9日 20:00 UTC+8 |

| マレーシア          | 1 - 1    | タイ              |
| ノーシャールル 48分 | レポート | ティーラシン 78分 |

| ブキット・ジャリル国立競技場（クアラルンプール） 主審: モフセン・トーキー |

第2戦
| 2012年12月12日 20:00 UTC+8 |

| シンガポール | 1 - 0    | フィリピン |
| アムリ 19分  | レポート |            |

| ジャラン・ベサール・スタジアム（シンガポール） 主審: 譚海 |

2試合合計1-0でシンガポールがシンガポールが決勝進出
| 2012年12月13日 19:00 UTC+7 |

| タイ                                | 2 - 0    | マレーシア |
| ティーラシン 60分 · テーラトン 65分 | レポート |            |

| スパチャラサイ国立競技場（バンコク） 主審: 李泯厚 |

2試合合計3-1で タイが決勝進出

#### 決勝
第1戦
| 2012年12月19日 20:00 UTC+8 |

| シンガポール                                               | 3 - 1    | タイ            |
| ファフルディン 10分 (PK) · アムリ 62分 · バイハッキ 90+1分 | レポート | アドゥール 59分 |

| ジャラン・ベサール・スタジアム（シンガポール） 主審: 當麻政明 |

第2戦
| 2012年12月22日 19:00 UTC+7 |

| タイ            | 1 - 0    | シンガポール |
| キラティ 45+1分 | レポート |              |

| スパチャラサイ国立競技場（バンコク） 主審: ラフシャン・イルマトフ |

2試合合計3-2でシンガポールが優勝

## 優勝国
| 2012 AFFスズキカップ優勝国      |
| ------------------------------- |
| · シンガポール · 3大会ぶり4回目 |

## 表彰
| 賞             | 受賞者                   |
| -------------- | ------------------------ |
| 大会最優秀選手 | シャーリル・イシャク     |
| 得点王         | ティーラシン・デーンダー |
| フェアプレー賞 | マレーシア               |

## 放送局
| 2012 AFFスズキカップの放送局 (東南アジア) | 2012 AFFスズキカップの放送局 (東南アジア) | 2012 AFFスズキカップの放送局 (東南アジア)                  | 2012 AFFスズキカップの放送局 (東南アジア) | 2012 AFFスズキカップの放送局 (東南アジア) |
| 国                                        | 放送網                                    | 放映局                                                     |                                           |                                           |
| ----------------------------------------- | ----------------------------------------- | ---------------------------------------------------------- | ----------------------------------------- | ----------------------------------------- |
| カンボジア                                | モビテル                                  | CTN                                                        |                                           |                                           |
| インドネシア                              | メディア・ヌサンタラ・シトラ              | RCTI, SINDOtv                                              |                                           |                                           |
| ラオス                                    | ラオス国営放送                            | LNT                                                        |                                           |                                           |
| マレーシア                                | ラジオテレビジョン・マレーシア            | TV1, TV2                                                   |                                           |                                           |
| ミャンマー                                | ミャンマー・ラジオ・アンド・テレビジョン  | MRTV, MRTV-4                                               |                                           |                                           |
| フィリピン                                | スポーツ5                                 | AKTV                                                       |                                           |                                           |
| シンガポール                              | メディアコープ                            | okto, チャンネル5, ESPNアジア, スタースポーツ (mio TV経由) |                                           |                                           |
| タイ王国                                  | バンコク放送テレビ                        | BBTV7                                                      |                                           |                                           |
| ベトナム                                  | VTV                                       | VTV                                                        |                                           |                                           |
| その他アジア                              |                                           |                                                            |                                           |                                           |
| 香港                                      | ESPN Inc., ニューズ・コープ               | ESPNアジア, スタースポーツ                                 |                                           |                                           |